# Euxoa fotica
Euxoa fotica là một loài bướm đêm trong họ Noctuidae.